# Traubeli Weiss
Traubeli Weiss (* 1954; † 10. Februar 2012) war ein deutscher Sologitarrist des Gypsy-Jazz.

## Leben und Wirken
Weiss stammt aus einer musikalischen Sintifamilie. Er arbeitete mit vielen namhaften Größen der Szene, wie Häns’che Weiss, Stochelo Rosenberg oder Titi Winterstein. Mit seinem eigenen Ensemble veröffentlichte er 1994 das Album Dreaming of You.
Mitte der 1990er Jahre gründete er mit dem Geiger Mic Oechsner das Oechsner-Weiss-Ensemble, das deutschlandweit zunächst in Clubs und auf Festivals sowie bald auch in größeren Spielstätten auftrat. 1996 entstand  unter dem Titel Keri zu Hause eine CD der Band, die recht erfolgreich war. 1999 beteiligte sich die Gruppe an der Produktion des Komödienstadels, Der Zigeunersimmerl, für den Bayerischen Rundfunk.
Krankheitsbedingt konnte Weiss mehrere Jahre lang nicht auftreten; nach seiner Genesung 2007 leitete er ein eigenes Trio, das eine CD vorlegte, und spielte in der New Gypsy Generation mit jüngeren Mitgliedern seiner Familie. Auch das Oechsner-Weiss-Ensemble ging 2009 noch einmal auf große Tour.
Weiterhin war Weiss an den Filmproduktionen Peppermint Frieden und Lilien in der Bank von Marianne Rosenbaum beteiligt. Tom Lord verzeichnet in seiner Jazz Discography fünf Aufnahmen in den Jahren 1993 und 1994.

## Diskographische Hinweise
- Dreaming of You (Edition Collage 1994; mit Joe Bawelino, Kaki Weiss, Hans Langenfeld)
- Oechsner-Weiss-Ensemble Keri zu Hause (1996)